# 張璠 (魏晉)
張璠（?—?），三國魏安定郡人。
入晉後，張璠與虞溥、郭颁皆為晉朝之令史。撰《後漢紀》三十卷，為未完成之作。此書流傳不廣，散亡亦早。